# Diktatorspillet
Diktatorspillet er et simpelt spil. Spillet spilles af to spillere, en diktator, som bestemmer hvordan de to spillere skal dele en sum penge, og en modtager, som ikke har indflydelse på spillet. Da den ene spiller ikke har indflydelse på spillet, er det strengt taget ikke et spil i spilteoretisk forstand.
Hvis mennesker var ubetinget egoistiske, ville man forvente at diktatoren tog alle pengene, men eksperimenter har vist at dette ikke er tilfældet.[kilde mangler] Eksperimenterne viser altså, at mennesker ikke er ubetinget selviske, men derimod får det bedre af at give noget til andre, eller måske får det dårligere at ikke at give noget.[kilde mangler]
Diktatorspillet minder om Ultimatumspillet, hvor modtagerens indflydelse består i, at vedkommende enten kan acceptere den givne fordeling, eller afvise den med den konsekvens, at ingen af deltagerne modtager noget overhovedet.